# Locomotiva DB V 160
La locomotiva V 160 della Deutsche Bundesbahn (DB) era una locomotiva Diesel, progettata per il traino di treni pesanti su linee non elettrificate. Era predisposta per fornire riscaldamento a vapore alle carrozze: a tale scopo erano dotate di una caldaia per l'acqua.

## Storia
Entrata in servizio nel 1960, era stata progettata per sostituire locomotive a vapore non molto potenti (da 1100 a 1600 PS) ma assai diffuse: BR 38, BR 55, BR 78 e BR 50. I sei prototipi, a causa delle loro forme bombate e arrotondate, ebbero il soprannome "Lollo" con riferimento a Gina Lollobrigida. Le macchine successive ebbero invece un aspetto più spigoloso.
Fu riclassificata nel 1968 nella serie 216 e rimase in servizio fino al 2003.
Da essa derivarono vari altri gruppi: V162 (poi Br 217), V163 (poi Br 215), V164 (poi Br 218), V169 (poi Br 219), Br 210, Br 225, Br 226 e Br 753. Le varie motrici derivate presentano una carrozzeria pressoché uguale (anche se tutti i gruppi derivati sono leggermente più lunghi), e differiscono (a seconda della serie) per la presenza di riscaldamento elettrico anziché a vapore, per differenti motorizzazioni, per l'eventuale presenza di un turbo (Br 210 e Br 219), per l'utilizzo come macchine di soccorso per gli ICE (Br 226), per il trasferimento al servizio cargo (Br 225).
Anche la V 320, poi divenuta Br 232, era strettamente imparentata con la V160: da quest'ultima prendeva la motorizzazione, usando due motori. Anche il frontale era assai simile. Era una macchina C'0 C'0, e non va confusa con la omonima Br 232 ex DR 130.
Dopo la dismissione dalle DB, una decina di V160 ed una V169 giunsero in Italia, in periodi diversi e con destinazione eterogenee. Due furono acquisite dalla Azienda Consorziale Trasporti di Reggio Emilia (poi confluita in FER) che le impiegò per il servizio merci e passeggeri. Le altre furono impiegate come macchine da cantiere presso varie aziende.

## Varianti
Oltre alle macchine costruite negli anni '70, sono sorte successivamente alcune altre varianti, ricostruendo macchine esistenti.